# Apeadero km 191

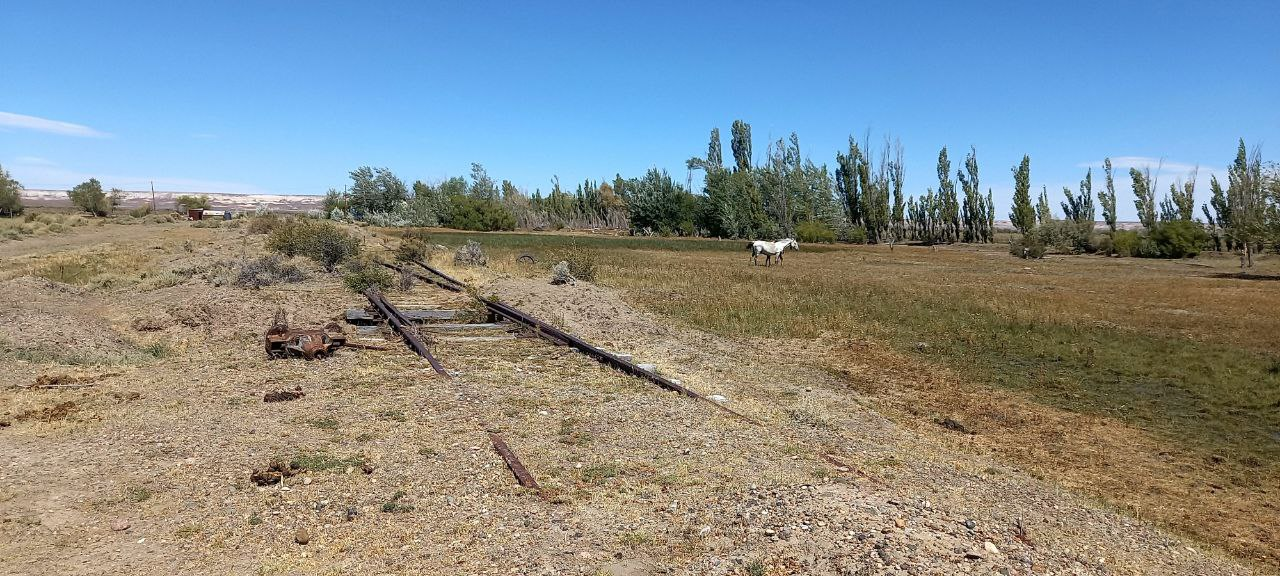
Desvío a la estación Colhué Huapi viniendo desde Km 191

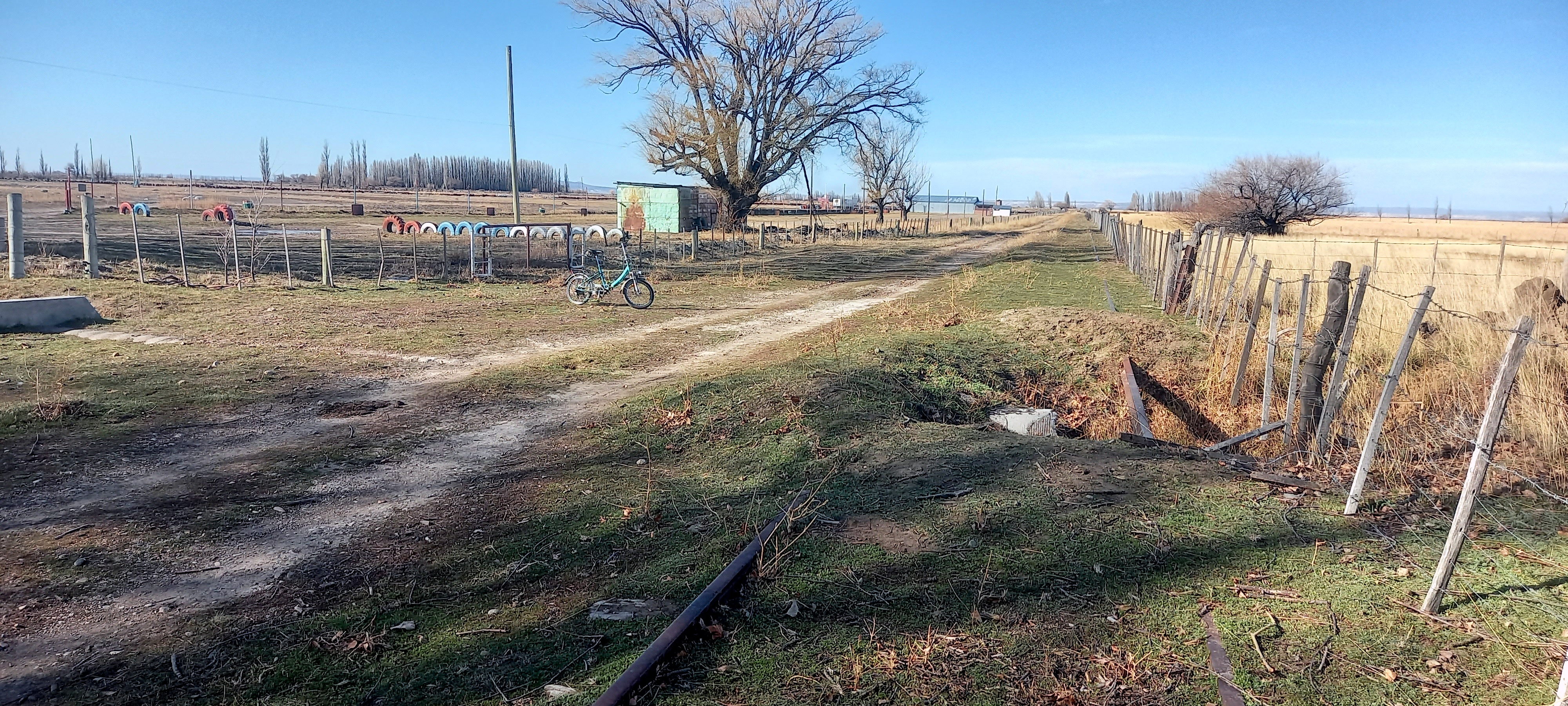
Frente al autódromo vías y terraplén rotos rumbo Km 191.

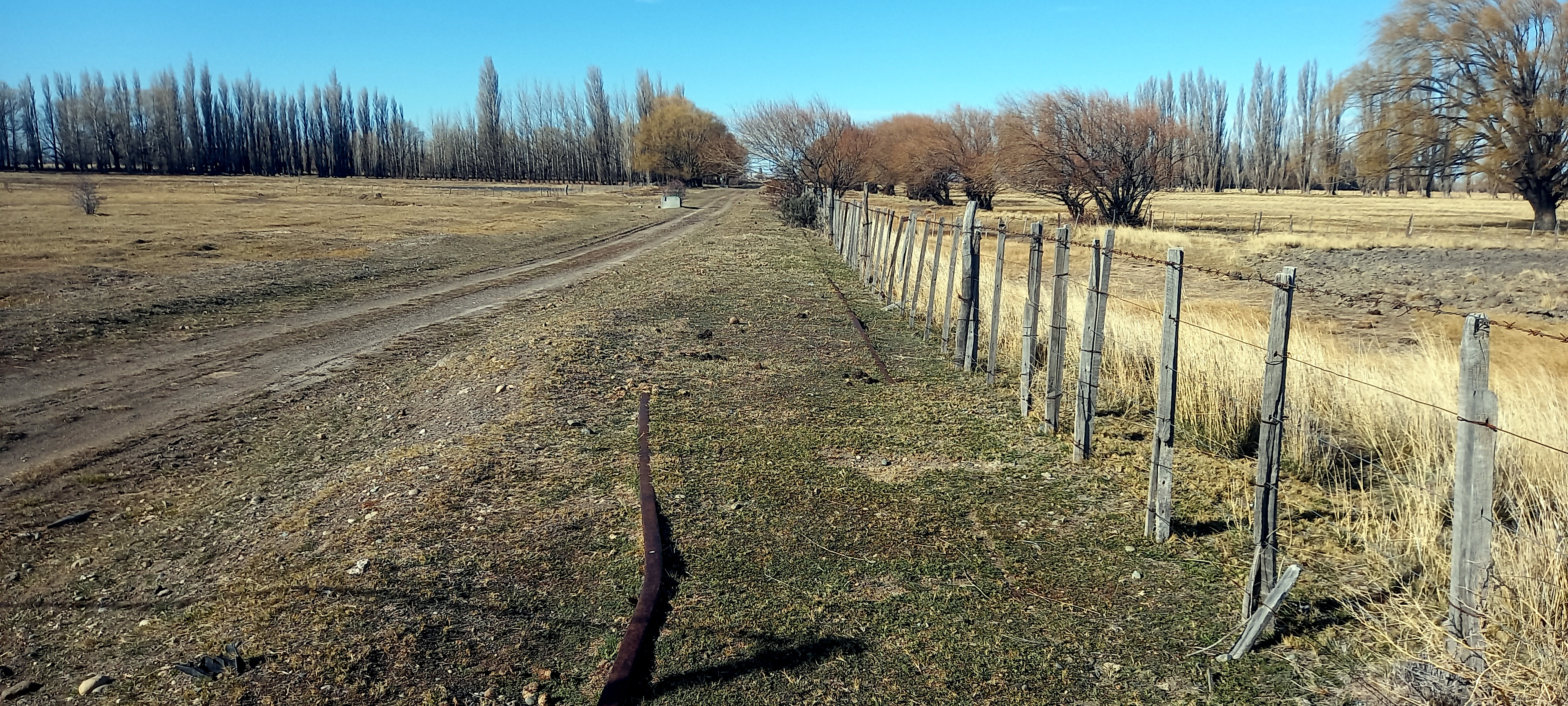
Gran parte del tendido ferroviario intacto desde la ruta 26, pasando por Km 191, hasta Km 161.

Km 191, conocido también como Parada Km 191, es un ex  apeadero ferroviario del Ferrocarril de Comodoro Rivadavia que unía a esta localidad con Colonia Sarmiento. Se hallaba ubicada en el departamento Sarmiento de la provincia de Chubut (Argentina).

## Toponimia
El apeadero tomó su nombre de la distancia exacta de 191 kilómetros de vías que lo separaba de Comodoro Rivadavia. 

## Características e historia
Se ubica en el ejido urbano de Sarmiento, por lo que su aspecto ferroviario se fue urbanizando. Hoy las vías, presentes aun, están rodeadas por quintas y campos productivos. Aun hoy en día la zona del apeadero es surcada por numerosos canales de riegos.
La importancia de este punto se daba en su ubicación a medio camino entre Colhué Huapi, donde inicia en un valle fértil hasta Sarmiento, la terminal del ferrocarril. En su ubicación creció el pueblo homónimo, hoy conocido por ser la zona de chacras de Sarmiento. El poblado fue estratégico, ya que se hallaba en una zona oasis de la Meseta patagónica, sobre el valle de Sarmiento. El valle no tuvo problemas con el agua, pero nunca estuvo cultivado en todas sus posibilidades. Sin embargo, con una producción sostenida fue capaz de abastecer, por medio del ferrocarril, a la creciente población de Comodoro Rivadavia que necesitaba comestibles y materias primas. Esto aseguraba más tráfico general que el ramal Puerto Deseado a Colonia Las Heras, el cual cruzaba una zona totalmente árida.
Aún para 1951 su población era contada entre las pocas localidades que la línea Comodoro Rivadavia a Colonia Sarmiento recorría. Para 1957 las únicas poblaciones considerables del ramal se concentran en torno a Comodoro y Sarmiento; estando todas las demás poblaciones como esta consideradas de poca relevancia o ya despobladas.
Km 191 al funcionar como parada del ferrocarril permitía el acceso de los viajeros a los trenes o su descenso en este lugar, aunque no se vendían pasajes ni contaba con una edificación que cumpliera las funciones de estación propiamente dicha. 
Las principales fuentes señalan que Km 191 no tenía vía secundaria, por lo que solo era una parada y no un desvío. Esta condición se vio reflejada en el itinerario 1934 que describió toda infraestructura del ferrocarril. Además, en otro informe de 1958 se comunicó que tampoco poseía desvío; su habilitación era únicamente para subir y bajar pasajeros. Por otro lado, el equipaje que no sea bulto de mano debería ser cargado o descargado, según el caso, por el interesado directamente en el furgón.
Las diferentes gestiones políticas prometían reactivar  el ramal o construir un ferrocarril Patagónico nuevo. Sin embargo, las promesas de campañas no duraron muchos, dado que el levantamiento del ramal Comodoro Rivadavia – Sarmiento fue solicitado en julio de 2004 por el Gobierno provincial de Mario Das Neves al Organismo Nacional de Administración de Bienes del Estado. La autorización se obtuvo a comienzos del año 2005 por medio del subsecretario de Transporte Ferroviario de la Nación, Julio Tito Montaña.
Los restos que perduraban de la línea comenzaron a ser desmontados desde 2005 hasta 2006 por la firma Natura Ecology, en el marco de un convenio con la Secretaría de Turismo, por el cual la empresa se comprometía a desmontar el ramal y trasladar 46 mil durmientes a la localidad de El Maitén para rehabilitar La Trochita. El costo de ese trabajo era de 700 mil pesos y sería pagado con rezagos del desguace. El convenio mencionado no fue tratado por la Legislatura Provincial. La tramoya política produjo la pérdida de tramos históricos que perdieron los rieles y durmientes; dicha maniobra se ejecutó sin dar aviso a los pobladores que nada sabían sobre la compra de rieles, y que consideraban al mismo como patrimonio histórico de la región. Además, el convenio no fue respetado y 46 mil durmientes y vías a no llegaron a El Maitén. El funcionario encargado de la Secretaría Juan Carlos Tolosa fue desvinculado de su cargo. En el año 2006 el levantamiento había arrasado casi todo lo que quedaba de la línea ferroviaria para ser desarmado con fines inciertos. Ese año la justicia intervino para detener en estación Enrique Hermitte el levantamiento de vías y durmientes del ferrocarril, ya que no se cumplieron con los requisitos estipulados por ley. De este modo, se pudo conservar, casi en su totalidad, los últimos 30 kilómetros de vías históricas desde Km162 hasta inmediaciones de Sarmiento. Quedando esta parada con su patrimonio histórico casi intacto.

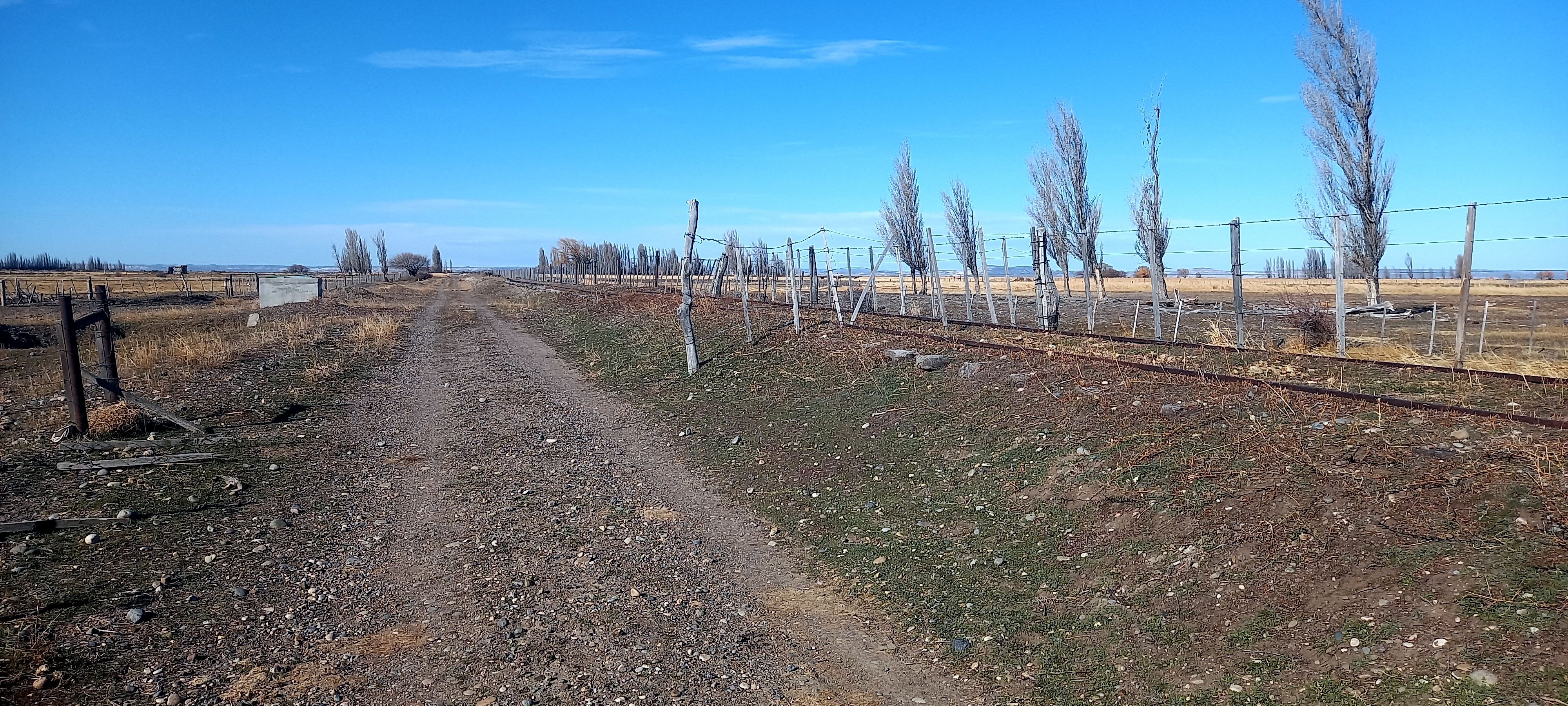
Desde el autódromo de Sarmiento, punto cercano a Km 191 desde estación Sarmiento. Los estancieros bloquean la vía para delimitar sus propiedades e impedir el paso a los visitantes.

## Funcionamiento

### Itinerarios históricos
El análisis de itinerarios de horarios lo largo del tiempo confirman que fue una parada de escasa importancia o por lo menos con baja densidad de población a servir. De este análisis surge que los trenes se detenían solo si había pasajeros dispuestos. Todos los informes de horario la colocan como parada opcional y no obligatoria de los servicios ferroviarios; deteniéndose estos solo si había pasajeros y cargas a servir. Al tener ese tratamiento la parada figuró usualmente sin un horario definido de arribo para cargas y pasajeros en varios itinerarios.
El primer informe de horario publicado en 1920 con datos vigentes desde enero de 1918 expuso que trenes mixtos partían los lunes y jueves desde Comodoro a las 8:00 horas, pasando por Kilómetro 191 a las 16:20 y arribando 16:30 a Sarmiento. Mientras que el regreso era los martes y viernes desde Sarmiento a las 8:00 horas, visitando Kilómetro 191 8:10, con arribo a Comodoro a las 15:50. Por otra parte, para arribar a Sarmiento se precisaban 10 minutos y para llegar a Colhué Huapi 20 minutos. Por otro lado, el apeadero desde estos primeros años fue considerado parada optativa para pasajeros. Como dato llamativo, el apeadero tenía las distancias más rápidas en entre puntos del viaje de larga distancia fuera del ejido de Comodoro. Por último, no figuró en el tarifario del ferrocarril como punto de cobro del pasaje, quedando el cobro del mismo hasta las estaciones cercanas.
En 1928 el ferrocarril realizaba 2 viajes los lunes y jueves. El tren mixto a vapor arribaba a Colhué Huapi y  Sarmiento pasos intermedios a este punto, tras partir de Comodoro Rivadavia a las 9. Desde este itinerario el apeadero empezó a representarse como Parada Kilómetro 191. Asimismo, se lo representó como opcional de los servicios ferroviarios.
En 1930 la situación no varió respecto al itinerario de 1928. 

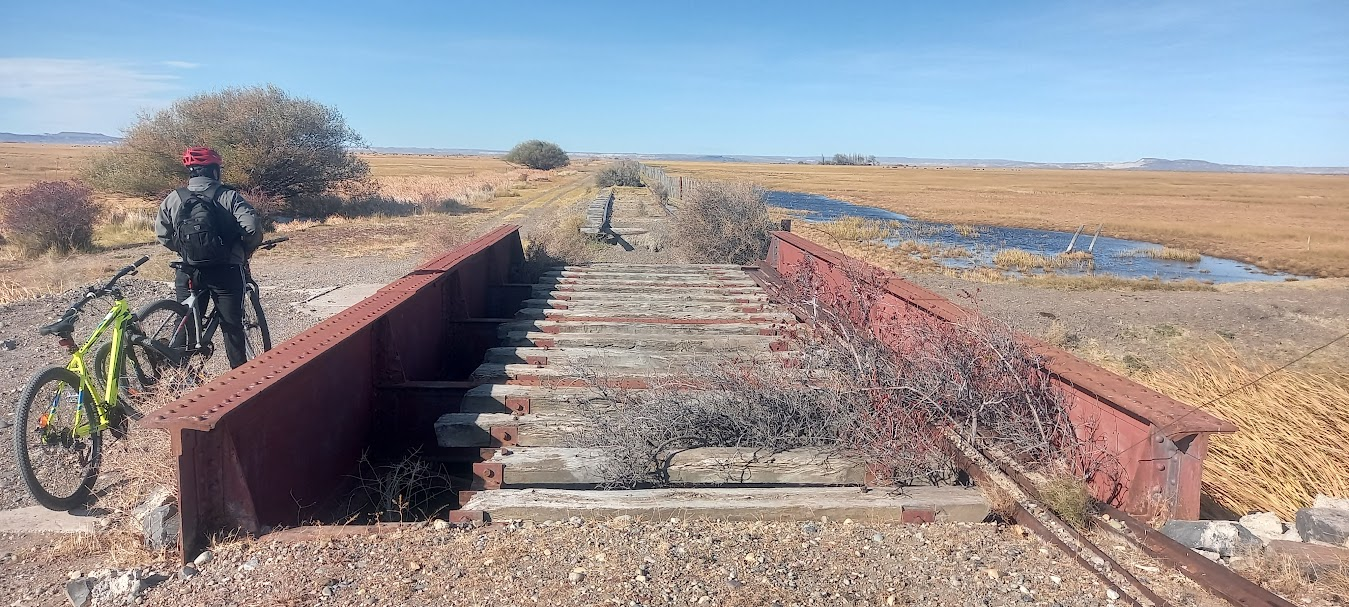
Antiguo puente de hierro construido sobre un brazo del Senguer que desagua en el lago Colhué Huapi.

El itinerario de 1934 brindó información de la sección del servicio suburbano que era ejecutado por trenes mixtos los días lunes y jueves junto con el viaje a Sarmiento. El viaje a vapor tuvo mejorías en los tiempos en general. Partía a las 9 de Comodoro para arribar a Sarmiento 16:50. En tanto, la vuelta se producía los días miércoles y sábados desde las 9 con arribo a estación Comodoro a las 16:35. El tren alcanzaba este punto a las 16:40. Mientras que la distancia con Sarmiento se hacía en 10 minutos y para arribar a Colhué Huapi se requerían 18 minutos. 
Este itinerario mostró por primera vez al apeadero clausurado, junto con estaciones próximas.
Para el itinerario de 1936 arrojó el único cambio significativo: la reducción de días de servicio, pasando a solo los lunes para regresar desde Sarmiento el miércoles. La situación de declive de la estación y su zona de influencia que se evidenció en el itinerario anterior continuó.
Desde 1938 el itinerario expuso por primera vez una extensa red servicio suburbano que recorría la zona norte de Comodoro. Gracias a las últimas mejoras que recibió el ferrocarril, con la incorporación de ferrobuses, se logró que el servicio de pasajero y cargas ligeras reciba la mejora en el tiempo del trayecto que pasó de casi 8 hs a alrededor de 4 hs. Gracias a la nueva tecnología, partiendo desde estación matriz a las 16:30, se pudo alcanzar este punto a las 20:18. En cuanto a las distancias con los puntos vecinos se cubrían en 10 minutos a Colhué Huapi y en 7 minutos con Sarmiento . Los días de servicios fueron ampliados y ejecutados los lunes, miércoles y viernes partiendo desde Sarmiento a las 7:45 para arribar a Comodoro a las 11:11, para luego volver a salir desde Comodoro a las 16:30 y arribar a Sarmiento a las 20:35.
El itinerario de Ferrocarriles del Estado del 15 de diciembre de 1940. Todos los viajes de todas las líneas pasaron a operarse con ferrobuses. El viaje principal partía los domingos desde Comodoro a las 7:08, pasando por este punto a las 10:40 y arribando a Sarmiento a las 10:45; mientras que había otro viaje que partía todos los días menos domingos desde las 16:30, paso por este punto a las 20:18 y llegada a Sarmiento a las 20:25. En tanto, el viaje desde Sarmiento se producía los domingos desde las 17:45 con arribo a Comodoro a las 20:58; mientras que el viaje que corría todos los días menos domingos lo hacía desde las 7:45 con llegada a las 11:11 a Comodoro. El apeadero se mantuvo clausurado y opcional para todos los servicios de pasajeros. Por último, el documento se refirió a este elemento como Parada Kilómetro 191 y con edificación erigida a la izquierda de la vía.   

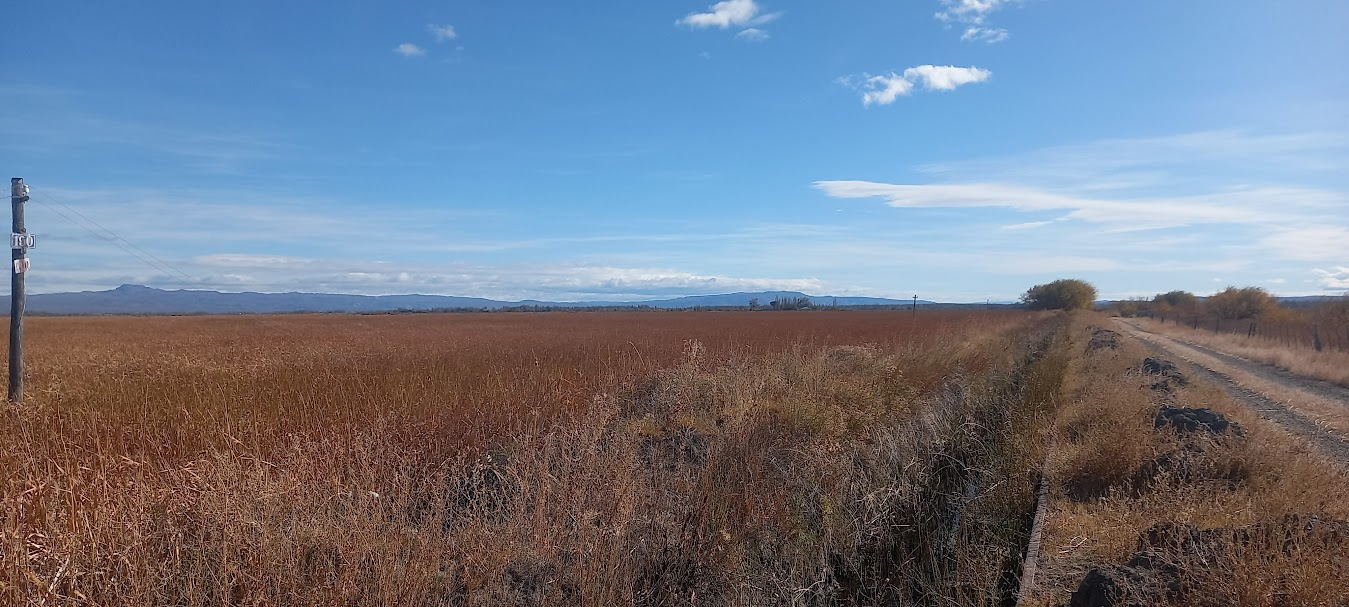
Extensa pradera donde se ubica el Km 190 señalizado en el antiguo posteo del telégrafo-teléfono. De este modo se señalizaban los puntos relevantes kilométricos del ferrocarril.

El itinerario de trenes de 1946 hizo alusión detallada a los servicios del ferrocarril. Las condiciones siguieron iguales en el viaje de larga distancia para pasajeros como en el itinerario anterior. La situación de Km 191 varió, dejando de figurar como clausurado junto con las circundantes. El ferrocarril disponía de un servicio de pasajeros diario y otro para los domingos. En todas las frecuencias el apeadero fue parada opcional por primera vez en su historia; mientras que en el diario fue parada obligatoria. 
El itinerario realizó también la descripción del servicio de cargas a Sarmiento. Este se ejecutaba en forma condicional los lunes, miércoles y viernes. El viaje se hacía con un formación a vapor y partía desde Talleres a las 9:40 para llegar a destino a las 17:40. El tren arribaba, con parada obligatoria, a Km 191 a las 17:30. Para comunicar la distancia que existía con Colhué Huapi al tren le tomaba 20 minutos, mientras que para unirse con Sarmiento se requerían 10 minutos. El itinerario aludió a este punto como Apeadero Kilómetro 191 por primera vez.
El mismo itinerario de 1946 fue presentado por otra editorial y en el se hace mención menos detallada de los servicios de pasajeros de este ferrocarril. En el documento se aclaró que la mayoría de los ferrobuses pararían en puntos adicionales que los pasajeros solicitaran para ascender o descender. Las tarifas se cobraban desde o hasta la estación más próxima anterior o posterior. Las mismas mantuvieron los valores y secciones de 1938.En este documento este punto fue llamado: Parada Kilómetro 191, diferenciándose del itinerario homónimo.
El 10 de diciembre de 1948 fue presentado un itinerario que no representó grandes variaciones respecto del presentado en 1946. Sin embargo, la gran diferencia con el anterior documento estuvo en el viaje de cargas que recorría la línea completa desde Comodoro a Sarmiento; y no partía desde Talleres como en el itinerario anterior. De este modo, el viaje de cargas partía sin un día estipulado, en forma condicional desde Comodoro a las 9:30, paso por este punto a las 17:55 y arribo a Sarmiento a las 18:05. En tanto, la vuelta desde Sarmiento se producía desde las 10:20 con arribo a estación Comodoro a las 20:25. Por otro lado, el viaje de pasajeros operado por los ferrobuses a Sarmiento desde las 7hs siguió mostró la sería retracción desde Estación Pampa del Castillo hasta Sarmiento todos los puntos se mostraron como paradas optativas. Sin embargo, en el otro viaje que partía desde las 9 hs la cantidad de elementos optativos era sensiblemente menor. Por último, el itinerario se refirió a este punto como Apeadero Kilómetro 191.
Por otro lado, una sección del informe de horarios de noviembre de 1955  describió el servicio suburbano. En ella se detalló este servicio que poseía puntas de rieles en COMFEPET, Km 27 y Km 20. Pasando a ser Diadema punta de riel del servicio suburbano que iba hasta Escalante, estación que dejó de ser visitada frecuentemente en favor de Diadema. De este modo, por el truncamiento de la línea a Escalante este punto ya no fue mencionado y visitado. No obstante, pese a perder Escalante el servicio suburbano; el ferrocarril ideó en los domingos un viaje especial. El mismo tuvo el carácter de recreo y trató de mantener turismo en diferentes puntos de la línea. El ferrobús partía el domingo a las 6:00 de Comodoro, arribaba a este apeadero 10:00 como parada opcional, y finalizaba en Sarmiento a las 10:07 horas. En el mismo día, se emprendía el regreso desde Sarmiento a partir de las 17:30. Esto daba lugar que los visitantes permanecieran buena parte del día disfrutando en los diferentes destinos seleccionados. El regreso a este punto era a las 17:37, pudiendo disfrutar de toda una jornada en este sitio como en otros puntos del ferrocarril. Asimismo, el viaje del domingo, llamativamente, arrojó que la única estación que tuvo parada obligatoria de los servicios ferroviarios de pasajero en el tendido desde Diadema a Sarmiento, fue Cañadón Lagarto. En los otros 3 viajes: lunes, viernes y uno sin especificar por ser diario o condicional quizás; siguió siendo parada optativa en todo servicio ferroviario. Además, el itinerario mostró que el servicio de pasajero y cargas empeoran levemente los tiempos. Los ferrobuses arribaban en 4:00 horas. Luego, unían en 12 minutos este punto con la vecina Colhué Huapi y 7 minutos con Sarmiento.